# Pseudanuretes parvulus
Pseudanuretes parvulus är en kräftdjursart som först beskrevs av C. B. Wilson 1913.  Pseudanuretes parvulus ingår i släktet Pseudanuretes och familjen Caligidae. Inga underarter finns listade i Catalogue of Life.